# Попелюшка пагорбів
«Попелюшка пагорбів» (англ. Cinderella of the Hills) — німа чорно-біла мелодрама 1921 року.

## Сюжет
Джайлс Гредлі кидає дружину заради красуні Кейт і одружується з нею. Його дочка Норріс приїжджає на ранчо в надії повернути батька в сім'ю і заради цієї мети змушена терпіти знущання мачухи. Незабаром на ранчо наймається Клод Волкотт і закохується в Норріс. За спиною у чоловіка підступна Кейт починає зустрічатися зі своїм колишнім коханцем Родні Бейтсом. Заставши дружину в обіймах іншого, Джайлз виганяє її. Вона біжить з дому і гине, впавши в прірву. Зрештою батько мириться з Норріс, і їх сім'я возз'єднується.

## У ролях
- Барбара Бедфорд — Норріс Гредлі
- Барбара ла Марр — Кейт Гредлі
- Том Магвайр — Джайлс Гредлі
- Карл Міллер — Клод Волкотт
- Сесіл ван Окер — Родні Бейтс

## Цікаві факти
- Прем'єра фільму відбулася в червні 1921 року.
- Згідно Silentera.com, фільм вважається загубленим.